# Временная Ирландская республиканская армия
«Временная» Ирландская республиканская армия (англ. Provisional Irish Republican Army, PIRA) — ирландская террористическая организация, которая вела вооруженную борьбу за освобождение Северной Ирландии от «оккупационного режима» Великобритании.
Создана в 1969 году в результате раскола в ИРА на «Временную» и «Официальную». В 1972 году объявила о временном прекращении огня, которое продолжалось с 26 июня до 9 июля 1972 года. Именно она причастна к большинству терактов, совершённых на территории Северной Ирландии и остальной Великобритании с 1972 по 1998 годы. Когда партию Шинн Фейн, с которой она была связана, допустили к мирным переговорам с британским правительством, ИРА в 1997 году объявила об окончательном прекращении огня, в 1998 году поддержала мирное соглашение Страстной пятницы и к 2005 году разоружилась.

## История

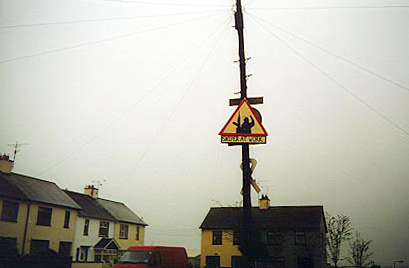
Дорожный знак Временной Ирландской республиканской армии «Осторожно! Работает снайпер!» Графство Арма, 1999 год

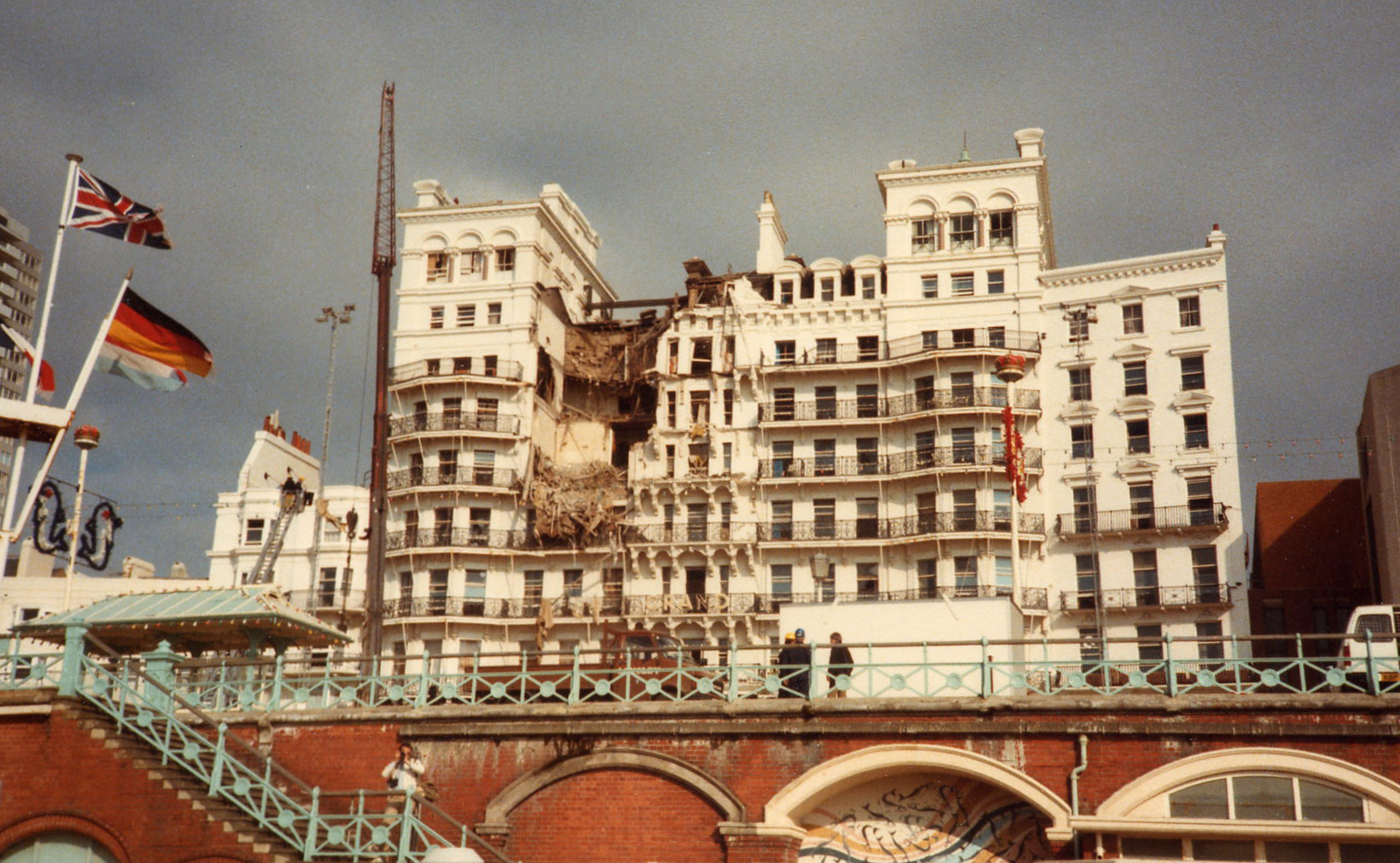
Последствия неудачного покушения на Маргарет Тэтчер в Гранд-Отеле города Брайтон
(1984 год)

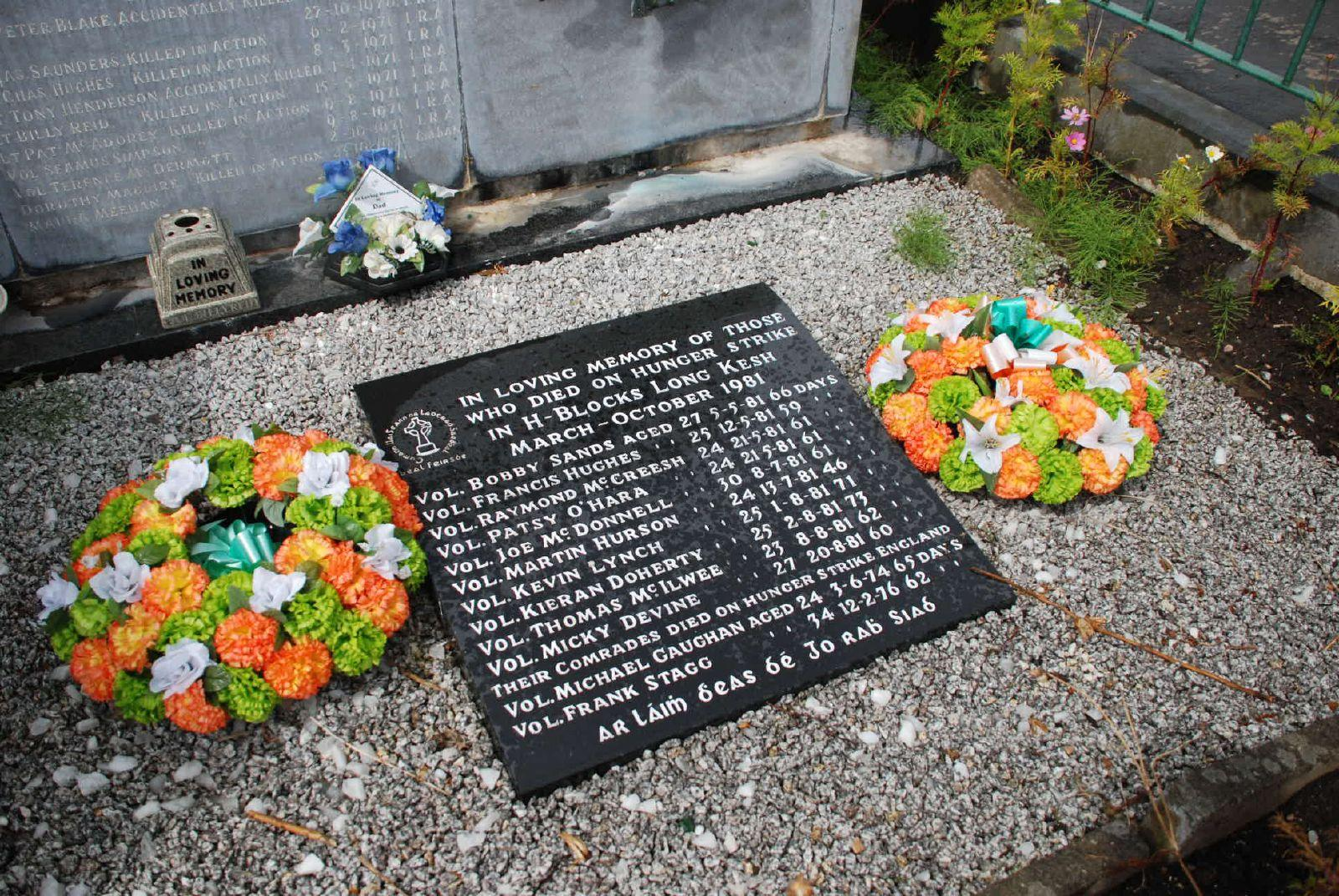
Мемориал погибшим в ирландской голодовке
(Западный Белфаст, 2007 год)

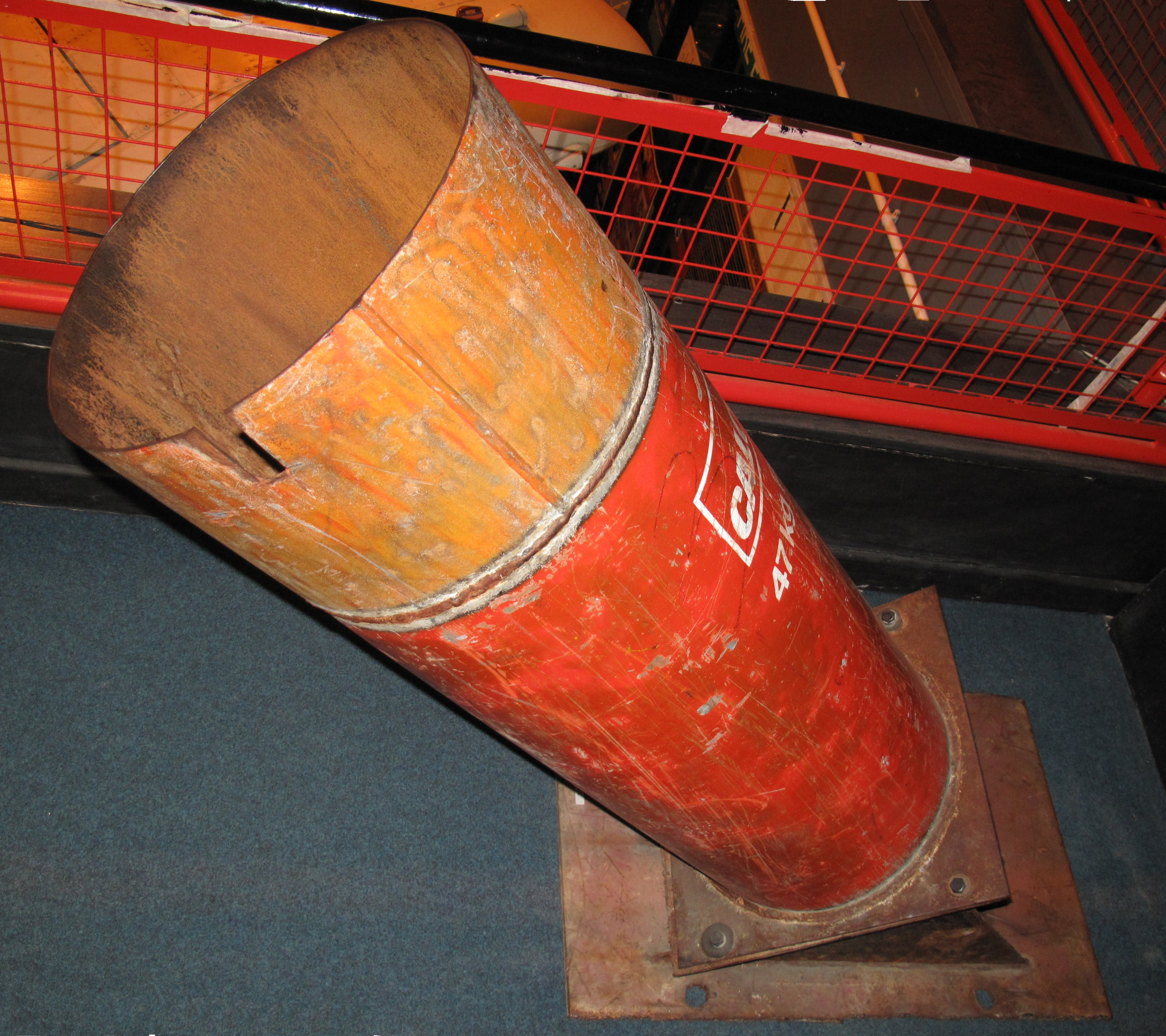
Импровизированный миномёт бойцов Временной Ирландской республиканской армии (2010 год)

Противостояние британской короны и националистов Изумрудного острова имеет многовековую историю, в течение которой оно то разгоралось, то затухало, принимая иногда весьма причудливые формы (см. конфликт в Северной Ирландии). Некоторые исследователи считают, что хронологию конфликта можно ретроспективно отследить чуть ли не до времён нормандского вторжения в Ирландию в 1169 году.

### Предпосылки возникновения
На очередном витке (конец 60-х годов XX века) набрало силу общественное движение ирландских католиков за гражданские права, протестующих против предвыборных манипуляций, дискриминации и социального неравенства. Активность встретила жёсткую оппозицию со стороны ирландского протестантского большинства, которое рассматривало предлагаемые изменения как угрозу своим привилегиям, пораженчество и уступки сепаратистам. Гражданский раскол ирландской общественности вылился в череду кровавых происшествий. Наиболее показательными считают серию нападений протестантских лоялистов, совершённых при попустительстве королевской полиции Ольстера на сторонников католической партии Народной Демократии во время четырёхдневного марша из Белфаста в Лондондерри 1-4 января 1969 года (см. инцидент на мосту Бёрнтоллет). Последствия всколыхнули всё общество и придали противостоянию мрачные тона религиозного конфликта.
В августе 1969 года дикая вакханалия беспорядков (см. схватка за Богсайд), сопровождаемая погромами и строительством баррикад прокатилась по всему Лондондерри. Появились первые убитые, и следом за Дерри полыхнул Белфаст. Для поддержки правительства Северной Ирландии, в котором доминировали протестанты, были впервые задействованы регулярные английские войска в целях банального наведения на улицах хотя бы некоторого подобия порядка. Поначалу британцев встретили доброжелательно, армейские части старались ограничиваться патрулированием, проверкой автомобилей, досмотром вещей и обысками жилых помещений, однако эту рутинную деятельность нередко сопровождали побои, кражи личного имущества и надругательства над религиозной символикой ирландских католиков. В июле 1970 года массовые обыски в районе Лоуер-Фоллс (Белфаст) привели к смерти пяти гражданских лиц, а многие дома были разграблены и даже разрушены. Количество этих мероприятий стремительно возрастало (30 тысяч обысков в 1972 году, 75 тысяч в 1973 и т. д.).

### PIRAи её деятельность
Именно на этом фоне родилась Временная Ирландская республиканская армия (англ. Provisional Irish Republican Army, PIRA, или просто Provos). В декабре 1969 года часть членов Ирландской республиканской армии, не вытерпев чрезмерной политизации своей организации, взялись за оружие, объявив своим приоритетом обеспечение защиты католических анклавов в Северной Ирландии, а конечной целью — отделение Северной Ирландии от Соединённого королевства. Начав боевые действия в октябре 1970 с тактики минной войны в окрестностях Дерри и Белфаста, к концу года они осуществили 153 подрыва самодельных взрывных устройств.
В марте 1971 года в связи с тем, что ситуация с безопасностью в Северной Ирландии стала катастрофической, началось повсеместное интернирование (взятие под стражу без суда и следствия) подозреваемых в сотрудничестве с ирландскими националистами. Однако британские разведслужбы не успели обстоятельно подготовиться к введению интернирования, и многие члены повстанческих группировок избежали арестов, в то время как невинные люди оказывались за решёткой. Считается, что, перемешав в британской пенитенциарной системе гражданских лиц, сторонников ненасильственного противодействия и закалённых ветеранов ИРА, англичане превратили их в «школы насилия» и сами вырастили новое поколение мстителей. К некоторым из тех, кто оказался в заключении, применялись методы жёсткого дознания, печально известные под эвфемизмом «пять способов». Многие обстоятельства и детали данного инцидента заставили предположить, что жестокое обращение практиковалось не в целях получения информации, а для экспериментальной отработки на человеческом материале технологии сенсорной депривации, которая часто рассматривается как разновидность психологической пытки.
Как следствие, эскалация насилия достигла нового уровня: британские патрули на улицах ирландских городов становились мишенями для бутылок с коктейлем Молотова, самодельных бомб с кислотой и гранат с начинкой из гвоздей. Полицейский контроль за католическими районами прекратился как таковой, многие полицейские участки были сожжены и разрушены, а вакуум власти быстро заполняли местные ячейки The Provos. Англичане попытались ужесточить репрессии, число их войск достигло 30 тысяч, однако это только спровоцировало череду трагических смертей (см., например, «резня в Бэллимёрфи» 11 августа 1971 года и «кровавое воскресенье» 30 января 1972 года). Ответом стало сожжение британского посольства в Дублине. В мае 1972 года правительство Северной Ирландии было распущено и страна перешла на прямое управление из Лондона через министра по делам Северной Ирландии.
В результате кровавой бойни 30 января 1972 года католические общины мобилизовались, и от добровольцев в ряды группировок PIRA не было отбоя. Для финансирования своих действий PIRA не брезговали никакими средствами, начиная с кампаний по сбору пожертвований, заканчивая вымогательством, рэкетом и ограблениями банков. Были установлены контакты с палестинской ООП, колумбийской FARC, баскской ЭТА. В течение 1970-х значительная часть бюджета организации шла на оплату закупок оружия в США, общий объём которых оценивается в 2500 стволов. После того как в 1975 году КККП перекрыл один из каналов контрабанды, а ФБР чуть позже вскрыл другой, возникла некоторая неопределённость. Затруднения удалось разрешить путём установления контактов с президентом Ливии Муаммаром Каддафи, от которого тремя партиями было получено до 150 тонн самого различного снаряжения, включая до 5 тонн современной взрывчатки «Семтекс» (см. поставка оружия Ирландской республиканской армии). Четвёртая и самая большая партия на борту судна Ersund была перехвачена благодаря успешным действиям британской разведки.
Осознав всю серьёзность угрозы, Великобритания начала гибко подстраивать свою противоповстанческую стратегию в соответствии с новыми целями. В 1975 году приказом министра по делам Северной Ирландии интернирование прекратило практиковаться, а те, кому не было предъявлено обвинений, освобождались из заключения. Была запущена кампания по криминализации повстанческого движения. Поскольку захваченные в плен боевики ИРА получали статус военнопленных, то они могли рассчитывать на формальную юридическую защиту своих прав в рамках Женевской конвенции 1949 года. Помимо этого, им позволялось носить их собственную одежду и они не привлекались для выполнения трудовых нарядов, как остальные заключённые. В марте 1976 года положение о статусе военнопленных было отменено и заключённых переквалифицировали в обычных преступников. Реакцией на это стала серия акций по привлечению внимания к условиям содержания (см. грязный протест и одеяльный протест), затем с мая по октябрь 1981 года десять ирландских заключённых заморили себя голодом до смерти, причём каждый летальный исход сопровождался масштабными беспорядками по всей Северной Ирландии и осуждением мирового сообщества (см. ирландская голодовка 1981 года). Некоторые из голодающих были выдвинуты в парламент от партии ирландских республиканцев и даже победили на выборах (например, Бобби Сэндс).
До британского руководства наконец дошло, что гибель заключённых уже нельзя списать на манипуляции примитивным фанатизмом необразованных и недалёких исполнителей. Видя готовность ирландцев идти до конца, правительство Великобритании пошло на переговоры, кульминацией которых стало подписание 15 ноября 1985 года англо-ирландского соглашения, которое давало ирландскому правительству совещательный голос в правительстве Северной Ирландии. Несмотря на все его недостатки, оно считается первым признанием того факта, что Ирландия имеет законные основания на участие в управлении Северной Ирландией. Несмотря на показную непримиримость, которая была озвучена знаменитым высказыванием Маргарет Тэтчер «мы не ведём переговоров с террористами», англичане активно торговались с ирландскими националистами по тайным каналам.
Однако, пока ирландское руководство обсуждало с англичанами условия мирного урегулирования, активисты PIRA, видя смену британского политического курса, тоже подвергли свою стратегию серьёзной ревизии. Понимая, что теракты, жертвами которых становятся невинные граждане, только укрепляют позиции британского правительства, они решили сделать ставку на нанесение максимального финансового и политического урона. И результат превзошёл все самые смелые ожидания: удары по «сливкам» общества и экономическим целям впечатлили британский истеблишмент гораздо больше, чем убийства солдат, полицейских и мирных жителей:
- 27 августа 1979 года — убийство лорда Маунтбеттена[35],
- 12 октября 1984 года — неудачное покушение на жизнь Маргарет Тэтчер,
- 7 февраля 1991 года — миномётный обстрел официальной резиденции премьер-министра Великобритании Джона Мейджора в Лондоне,
- 10 апреля 1992 года — взрыв бомбы около офиса Балтийской биржи, причинивший 350 миллионов фунтов стерлингов ущерба[34],
- 24 апреля 1993 года — подрыв[англ.] грузовика со взрывчаткой АСДТ в финансовом центре лондонского Сити (ущерб по разным оценкам от 350 миллионов[36] до 1 млрд фунтов[34]),
- 9 февраля 1996 года — подрыв[англ.] грузовика со взрывчаткой в деловом квартале Канэри-Уорф, нанёсший 85 миллионов фунтов ущерба,
- и др.

### Мирное урегулирование
В результате уровень политического резонанса достиг апогея и в качестве посредника переговорного процесса даже привлекался Билл Клинтон, причём условием продолжения переговоров было выдвинуто требование прекращения всяких проявлений насилия. После ряда объявленных повстанцами PIRA периодов прекращения огня 10 апреля 1998 года состоялось подписание Белфастского соглашения. В 2005 году поступили сообщения о том, что ИРА полностью складывает оружие и переходит к политическим методам борьбы.

## Известные операции
- 27 июня 1970 — Битва за Шорт-Стрэнд.
- 11 августа 1970 — в результате взрыва заминированной автомашины убиты 2 полицейских.
- 6 февраля 1971 — в перестрелках в Белфасте убит 1 и ранены 8 британских солдат, погиб 1 активист ИРА[41].
- 21 апреля 1971 — в порту города Балтимор был затоплен корабль «Stork» военно-морского флота Великобритании. Стоимость судна, введённого в состав флота в 1964 году, составила 14 тыс. фунтов стерлингов, стоимость находившегося на борту оборудования и имущества — ещё 2 тыс. фунтов стерлингов[42].
- 21 июля 1972 — «Кровавая пятница». В результате серии взрывов в Белфасте убиты 2 британских солдата и 7 мирных граждан, ранены 130 человек (включая 77 женщин и детей)[43][44].
- 27 августа 1979 — операция на дороге А2 у города Уорренпойнт. В результате взрыва двух бомб, были убиты 18 и серьёзно ранены 6 британских военнослужащих, уничтожен армейский четырёхтонный грузовик[45].
- 8 ноября 1987 — в результате взрыва бомбы в Эннискиллене погибли 1 полицейский и 10 мирных жителей. Операция была проведена во время мероприятия у военного мемориала в День поминовения британских солдат, погибших в мировых войнах.